# Bursa lucaensis
Bursa lucaensis là một loài ốc biển, là động vật thân mềm chân bụng sống ở biển trong họ Bursidae.